# Zeuxippus yunnanensis
Zeuxippus yunnanensis är en spindelart som beskrevs av Peng X., Xie L. 1995. Zeuxippus yunnanensis ingår i släktet Zeuxippus och familjen hoppspindlar. Inga underarter finns listade i Catalogue of Life.